# Primera División Femenina de España 2019-20
La temporada 2019-20 de la Primera División Femenina de España fue la 32.ª edición de la Primera División Femenina de España de fútbol, denominada Primera Iberdrola por motivos de patrocinio. El torneo lo organizó la Real Federación Española de Fútbol (RFEF). Inició la competición el 7 de septiembre de 2019 y finalizó el 6 de mayo de 2020.
Cuando habían transcurrido solo veintiún jornadas, la temporada fue suspendida el 15 de marzo de 2020 debido a la pandemia de enfermedad por coronavirus y la declaración del estado de alarma en España. Dos meses después, el 6 de mayo, la RFEF dio por concluido el campeonato sin disputar el resto de jornadas pendientes. La decisión supuso que el F. C. Barcelona se alzara con el título de liga porque era el líder provisional a nueve puntos del subcampeón. Del mismo modo no hubo descensos de categoría pero sí subieron dos clubes, por lo que la temporada 2020-21 contará por primera vez con 18 participantes.

## Sistema de competición
La competición la disputan 16 equipos, que juegan todos contra todos a doble partido (un partido en el campo de cada equipo), según el calendario previamente establecido por sorteo.
Los equipos puntúan en función de sus resultados: tres puntos por partido ganado, uno por el empate y ninguno por las derrotas. El club que sume más puntos al término del campeonato se proclama campeón de liga y obtiene una plaza en la Liga de Campeones Femenina para la próxima temporada, al que le acompañará el segundo clasificado. Todos los clubes de primera división participan en la Copa de la Reina. Los dos últimos clasificados descienden a Segunda División y el antepenúltimo, jugará un play out de descenso con el vencedor de un play off previo entre los segundos y terceros de dicha competición.

## Ascensos y descensos
| Pos. | Descendidos de 1.ª División |
| ---- | --------------------------- |
| 15.º | Málaga C.F.                 |
| 16.º | Fundación Albacete          |

| Pos. | Ascendidos de 2.ª División |
| ---- | -------------------------- |
| 1.º  | Deportivo Abanca           |
| 2.º  | C.D. TACON                 |

## Información de los equipos
| Equipo              | Ciudad              | Entrenador           | Estadio                                            | Aforo | Marca       | Patrocinador                       |
| ------------------- | ------------------- | -------------------- | -------------------------------------------------- | ----- | ----------- | ---------------------------------- |
| Athletic Club       | Bilbao              | Ángel Villacampa     | Instalaciones de Lezama                            | 2500  | New Balance | Euskaltel                          |
| Atlético de Madrid  | Madrid              | J. L. Sánchez Vera   | Centro Deportivo Wanda Alcalá de Henares           |       | Nike        | Herbalife                          |
| C. D. TACON         | Madrid              | David Aznar          | Ciudad Real Madrid (campo 11)                      | 1000  | Adidas      | -                                  |
| R. C. D. La Coruña  | La Coruña           | Manuel Sánchez       | Ciudad Deportiva de Abegondo                       | 1000  | Macron      | Abanca                             |
| C. D. E. F. Logroño | Logroño             | Héctor Blanco        | Las Gaunas                                         | 8000  | Joma        | Gesitma                            |
| F. C. Barcelona     | Barcelona           | Lluís Cortés         | Estadi Johan Cruyff                                | 6000  | Nike        | Stanley                            |
| Levante U. D.       | Valencia            | María Pry            | Ciudad Deportiva de Buñol                          | 600   | Macron      | Germaine de Capuccini              |
| Madrid C. F. F.     | Madrid              | Óscar Fernández      | Estadio Municipal José Luis de la Hoz-Matapiñonera | 3000  | Adidas      | Casino Gran Madrid                 |
| Rayo Vallecano      | Madrid              | Irene Ferreras       | Ciudad Deportiva Fundación Rayo Vallecano          | 2000  | Kelme       | -                                  |
| Real Betis          | Sevilla             | Pier Luigi Cherubino | Ciudad Deportiva Luis del Sol                      | 700   | Kappa       | -                                  |
| R. C. D. Espanyol   | Barcelona           | Jordi Ferrón         | Ciutat Esportiva Dani Jarque                       | 1520  | Kelme       | Ilumax                             |
| Real Sociedad       | San Sebastián       | Gonzalo Arconada     | Instalaciones de Zubieta                           | 2500  | Macron      | Euskaltel                          |
| Sevilla F. C.       | Sevilla             | Cristian Toro        | Ciudad Deportiva José Ramón Cisneros Palacios      | 5500  | Nike        | Playtika                           |
| Sporting de Huelva  | Huelva              | Antonio Toledo       | Campo Federativo de La Orden                       | 1500  | Espartanas  | Puerto de Huelva/Instituto Español |
| U.D.G. Tenerife     | Granadilla de Abona | David Amaral         | Estadio Municipal La Palmera                       | 1500  | Errea       | Egatesa/Disa                       |
| Valencia C. F.      | Valencia            | Óscar Suárez         | Estadio Municipal Antonio Puchades                 | 3000  | Puma        | Herbolario Navarro                 |

## Equipos por comunidad autónoma
| Com. autónoma   | N.º | Equipos                                                         |
| --------------- | --- | --------------------------------------------------------------- |
| Com. de Madrid  | 4   | Atlético de Madrid, C.D. TACON, Madrid C.F.F. y Rayo Vallecano. |
| Andalucía       | 3   | Real Betis, Sevilla F. C. y Sporting de Huelva                  |
| Cataluña        | 2   | F. C. Barcelona y R. C. D. Espanyol                             |
| País Vasco      | 2   | Athletic Club y Real Sociedad                                   |
| Com. Valenciana | 2   | Levante U.D. y Valencia C. F.                                   |
| Islas Canarias  | 1   | U.D.G. Tenerife                                                 |
| Galicia         | 1   | Deportivo Abanca                                                |
| La Rioja        | 1   | C.D.E.F. Logroño                                                |

## Justicia deportiva
Las árbitras de cada partido fueron designadas por una comisión creada para tal objetivo e integrada por representantes de la LFP y la RFEF. En la temporada 2019/20, las colegiadas de la categoría serán las siguientes (se muestra entre paréntesis su antigüedad en la categoría):
- Ainara Andrea Acevedo Dudley (3)  (2018)
- Beatriz Arregui Gamir (3)
- Elena Casal Fernández (3)
- Paola Cebollada López (3)
- Elena Contreras Patiño (3)
- Beatriz Cuesta Arribas (2)
- Xiomara Díaz García (1) - debutante
- Sara Fernández Ceferino (3)
- Marta Frías Acedo (3)  (2012)
- Arantza Gallastegui Pérez (2)
- Eugenia Gil Soriano (1) - debutante
- Zulema González González (3)  (2019)
- Verónica González Sánchez (3)
- Marta Huerta de Aza (3)  (2016)
- María Dolores Martínez Madrona (3)  (2017)
- Elia María Martínez Martínez (3)
- Elena Peláez Arnillas (3)
- Amy Peñalver Pearce (2)
- Olatz Rivera Olmedo (3)
- María Romero Navarro (2)
- Ylenia Sánchez Miguel (3)
- María José Villegas Navas (3)

Notas: 

## Desarrollo

### Clasificación
| Pos. | Equipo              | Pts. | PJ | G  | E | P  | GF | GC | Dif. | Clasificación |
| ---- | ------------------- | ---- | -- | -- | - | -- | -- | -- | ---- | ------------- |
| 1    | F. C. Barcelona (C) | 59   | 21 | 19 | 2 | 0  | 86 | 6  | +80  |               |
| 2    | Atlético de Madrid  | 50   | 21 | 15 | 5 | 1  | 43 | 17 | +26  |               |
| 3    | Levante U. D.       | 45   | 21 | 14 | 3 | 4  | 40 | 21 | +19  |               |
| 4    | R. C. D. La Coruña  | 37   | 21 | 11 | 4 | 6  | 46 | 38 | +8   |               |
| 5    | Athletic Club       | 35   | 21 | 10 | 5 | 6  | 30 | 23 | +7   |               |
| 6    | Real Sociedad       | 33   | 21 | 9  | 6 | 6  | 33 | 26 | +7   |               |
| 7    | C. D. E. F. Logroño | 29   | 21 | 8  | 5 | 8  | 31 | 41 | −10  |               |
| 8    | Rayo Vallecano      | 28   | 21 | 7  | 7 | 7  | 24 | 33 | −9   |               |
| 9    | U. D. G. Tenerife   | 24   | 21 | 6  | 6 | 9  | 24 | 35 | −11  |               |
| 10   | C. D. TACON         | 23   | 21 | 6  | 5 | 10 | 33 | 48 | −15  |               |
| 11   | Sevilla F. C.       | 22   | 21 | 6  | 4 | 11 | 25 | 33 | −8   |               |
| 12   | Real Betis          | 20   | 21 | 4  | 8 | 9  | 25 | 33 | −8   |               |
| 13   | Madrid C. F.        | 19   | 21 | 5  | 4 | 12 | 22 | 45 | −23  |               |
| 14   | S. C. Huelva        | 18   | 21 | 5  | 3 | 13 | 13 | 36 | −23  |               |
| 15   | Valencia C. F.      | 17   | 21 | 3  | 8 | 10 | 21 | 28 | −7   |               |
| 16   | R. C. D. Espanyol   | 5    | 21 | 0  | 5 | 16 | 13 | 46 | −33  |               |

 Fuente: Página oficial de la competición
Criterios de clasificación: Puntos · Enfrentamientos directos · Diferencia de goles · Goles a favor · Puntos fair-play · Play-off.
Notas:
1. ↑  El Valencia C. F., quien ocupaba posición de descenso al momento de la suspensión del campeonato, no fue descendido y la temporada siguiente la liga fue ampliada en dos equipos, con los correspondientes ascendidos de la Segunda División.
2. ↑  El R. C. D. Espanyol quien ocupaba posición de descenso al momento de la suspensión del campeonato, no fue descendido y la temporada siguiente la liga fue ampliada en dos equipos, con los correspondientes ascendidos de la Segunda División.

|  | Clasificado para la fase final de la Liga de Campeones de la UEFA 2020-21. |
|  | Descendido a la Segunda División de España 2020-21                         |

|                         |
| Campeón F. C. Barcelona |
| 5.º título              |

### Evolución de la clasificación
| Jornada / Equipo | 1  | 2  | 3  | 4  | 5  | 6  | 7  | 8  | 9 | 10 | 11 | 12 | 13 | 14 | 15 | 16 | 17 | 18 | 19 | 20 | 21 | 22 | 23 | 24 | 25 | 26 | 27 | 28 | 29 | 30 | 31 | 32 |
| Jornada / Equipo |    |    |    |    |    |    |    |    |   |    |    |    |    |    |    |    |    |    |    |    |    |    |    |    |    |    |    |    |    |    |    |    |
| ---------------- | -- | -- | -- | -- | -- | -- | -- | -- | - | -- | -- | -- | -- | -- | -- | -- | -- | -- | -- | -- | -- | -- | -- | -- | -- | -- | -- | -- | -- | -- | -- | -- |
| Barcelona        | 1  | 3  | 1  | 1  | 1  | 1  | 1  | 1  | – | 1  | 1  | 1  | 1  | 1  | 1  | 1  | 1  | 1  | 1  | 1  | 1  | 1  | –  | –  | –  | –  | –  | –  | –  | –  | –  | 1  |
| Atlético         | 6  | 1  | 5  | 3  | 3  | 3  | 3  | 2  | – | 2  | 2  | 2  | 2  | 2  | 2  | 2  | 2  | 2  | 2  | 2  | 2  | 2  | –  | –  | –  | –  | –  | –  | –  | –  | –  | 2  |
| Levante          | 5  | 6  | 8  | 8  | 8  | 4  | 4  | 6  | – | 4  | 4  | 3  | 3  | 3  | 3  | 3  | 3  | 3  | 3  | 3  | 3  | 3  | –  | –  | –  | –  | –  | –  | –  | –  | –  | 3  |
| Deportivo        | 4  | 2  | 4  | 2  | 2  | 2  | 2  | 3  | – | 3  | 3  | 4  | 4  | 5  | 4  | 4  | 4  | 4  | 5  | 5  | 4  | 4  | –  | –  | –  | –  | –  | –  | –  | –  | –  | 4  |
| Athletic         | 13 | 8  | 11 | 12 | 10 | 8  | 6  | 7  | – | 5  | 5  | 5  | 5  | 4  | 5  | 6  | 6  | 5  | 4  | 4  | 5  | 5  | –  | –  | –  | –  | –  | –  | –  | –  | –  | 5  |
| R. Sociedad      | 8  | 11 | 7  | 5  | 7  | 7  | 9  | 8  | – | 8  | 8  | 8  | 6  | 8  | 7  | 5  | 5  | 7  | 6  | 6  | 6  | 6  | –  | –  | –  | –  | –  | –  | –  | –  | –  | 6  |
| Logroño          | 3  | 4  | 2  | 6  | 4  | 5  | 5  | 4  | – | 6  | 7  | 7  | 8  | 6  | 6  | 8  | 7  | 6  | 7  | 7  | 7  | 7  | –  | –  | –  | –  | –  | –  | –  | –  | –  | 7  |
| Rayo V.          | 14 | 12 | 9  | 9  | 9  | 6  | 8  | 5  | – | 7  | 6  | 6  | 7  | 7  | 8  | 7  | 8  | 8  | 8  | 8  | 8  | 8  | –  | –  | –  | –  | –  | –  | –  | –  | –  | 8  |
| G. Tenerife      | 15 | 13 | 14 | 15 | 11 | 12 | 12 | 11 | – | 9  | 9  | 9  | 10 | 10 | 13 | 9  | 10 | 9  | 10 | 10 | 11 | 9  | –  | –  | –  | –  | –  | –  | –  | –  | –  | 9  |
| TACON            | 16 | 10 | 13 | 14 | 13 | 14 | 14 | 15 | – | 14 | 14 | 11 | 11 | 11 | 9  | 10 | 9  | 10 | 9  | 9  | 9  | 10 | –  | –  | –  | –  | –  | –  | –  | –  | –  | 10 |
| Sevilla          | 2  | 7  | 10 | 10 | 14 | 11 | 11 | 12 | – | 12 | 13 | 10 | 9  | 9  | 10 | 11 | 11 | 11 | 11 | 11 | 10 | 11 | –  | –  | –  | –  | –  | –  | –  | –  | –  | 11 |
| Real Betis       | 10 | 14 | 15 | 11 | 12 | 13 | 13 | 13 | – | 15 | 15 | 15 | 15 | 15 | 15 | 15 | 15 | 15 | 15 | 15 | 14 | 12 | –  | –  | –  | –  | –  | –  | –  | –  | –  | 12 |
| Madrid           | 7  | 9  | 6  | 4  | 5  | 9  | 10 | 10 | – | 11 | 12 | 14 | 14 | 13 | 14 | 14 | 12 | 12 | 12 | 12 | 12 | 13 | –  | –  | –  | –  | –  | –  | –  | –  | –  | 13 |
| S. Huelva        | 11 | 15 | 12 | 13 | 15 | 15 | 15 | 14 | – | 13 | 11 | 13 | 13 | 14 | 11 | 12 | 14 | 14 | 13 | 13 | 15 | 14 | –  | –  | –  | –  | –  | –  | –  | –  | –  | 14 |
| Valencia         | 9  | 5  | 3  | 7  | 6  | 10 | 7  | 9  | – | 10 | 10 | 12 | 12 | 12 | 12 | 13 | 13 | 13 | 14 | 14 | 13 | 15 | –  | –  | –  | –  | –  | –  | –  | –  | –  | 15 |
| Espanyol         | 12 | 16 | 16 | 16 | 16 | 16 | 16 | 16 | – | 16 | 16 | 16 | 16 | 16 | 16 | 16 | 16 | 16 | 16 | 16 | 16 | 16 | –  | –  | –  | –  | –  | –  | –  | –  | –  | 16 |

Actualizado a final del campeonato tras suspensión por el COVID-19.

### Resultados
| Sevilla F. C.       | 4 – 0 | U. D. Granadilla Tenerife | Ramón Cisneros Palacios | 7 de septiembre | 11:00 |       | Acevedo Dudley    | 2 | 0 |
| S. C. Huelva        | 0 – 1 | Atlético de Madrid        | Nuevo Colombino         | 7 de septiembre | 17:00 |       | Cuesta Arribas    | 3 | 0 |
| F. C. Barcelona     | 9 – 1 | C. D. TACON               | Johan Cruyff            | 7 de septiembre | 18:00 | 5.413 | Cebollada López   | 3 | 0 |
| R. C. D. La Coruña  | 3 – 1 | R. C. D. Espanyol         | Abegondo                | 8 de septiembre | 12:00 | 1.000 | González Sánchez  | 4 | 0 |
| C. D. E. F. Logroño | 4 – 1 | Rayo Vallecano            | Pradoviejo              | 8 de septiembre | 12:00 |       | Gallastegui Pérez | 6 | 0 |
| Levante U. D.       | 2 – 0 | Athletic Club             | Buñol                   | 8 de septiembre | 12:00 |       | Martínez Madrona  | 2 | 0 |
| Madrid C. F. F.     | 1 – 0 | Real Betis                | Matapiñonera            | 8 de septiembre | 16:00 |       | Díaz García       | 4 | 0 |
| Valencia C. F.      | 2 – 2 | Real Sociedad             | Antonio Puchades        | 8 de septiembre | 18:00 |       | Martínez Martínez | 4 | 0 |

| U. D. Granadilla Tenerife | 1 – 1 | C. D. E. F. Logroño | La Hoya del Pozo         | 14 de septiembre | 13:00 |       | Rivera Olmedo      | 3 | 0 |
| Real Betis                | 3 – 4 | R. C. D. La Coruña  | Luis del Sol             | 14 de septiembre | 16:00 |       | Sánchez Miguel     | 4 | 0 |
| C. D. TACON               | 3 – 0 | S. C. Huelva        | Alfredo Di Stéfano       | 14 de septiembre | 18:00 | 297   | Fernández Ceferino | 5 | 0 |
| Athletic Club             | 3 – 0 | Madrid C. F. F.     | Lezama                   | 15 de septiembre | 12:00 |       | Gil Soriano        | 3 | 0 |
| Rayo Vallecano            | 1 – 1 | F. C. Barcelona     | Fundación Rayo Vallecano | 15 de septiembre | 12:00 | 925   | Arregui Gamir      | 8 | 0 |
| Atlético de Madrid        | 3 – 0 | Sevilla F. C.       | Wanda Alcalá de Henares  | 15 de septiembre | 13:00 | 2.304 | Casal Fernández    | 6 | 0 |
| R. C. D. Espanyol         | 0 – 3 | Valencia C. F.      | Dani Jarque              | 15 de septiembre | 13:00 |       | González González  | 5 | 0 |
| Real Sociedad             | 0 – 0 | Levante U. D.       | Zubieta                  | 15 de septiembre | 16:30 |       | Peláez Arnillas    | 2 | 0 |

| F. C. Barcelona     | 6 – 1 | Atlético de Madrid        | Johan Cruyff     | 21 de septiembre | 16:00 | 4.467 | Huerta de Aza     | 4 | 0 |
| Madrid C. F. F.     | 2 – 1 | R. C. D. Espanyol         | Matapiñonera     | 21 de septiembre | 17:00 |       | Martínez Madrona  | 4 | 0 |
| S. C. Huelva        | 1 – 0 | Sevilla F. C.             | Nuevo Colombino  | 22 de septiembre | 11:30 |       | Contreras Patiño  | 7 | 0 |
| Valencia C. F.      | 2 – 0 | Athletic Club             | Antonio Puchades | 22 de septiembre | 11:30 |       | Díaz García       | 5 | 0 |
| R. C. D. La Coruña  | 1 – 1 | U. D. Granadilla Tenerife | Abegondo         | 22 de septiembre | 12:00 | 1.157 | Gallastegui Pérez | 3 | 0 |
| C. D. E. F. Logroño | 5 – 1 | C. D. TACON               | Las Gaunas       | 22 de septiembre | 12:00 |       | Acevedo Dudley    | 6 | 0 |
| Levante U. D.       | 0 – 1 | Rayo Vallecano            | Buñol            | 22 de septiembre | 14:00 |       | Peñalver Pearce   | 3 | 0 |
| Real Sociedad       | 2 – 0 | Real Betis                | Zubieta          | 22 de septiembre | 16:30 |       | Cuesta Arribas    | 5 | 0 |

| U. D. Granadilla Tenerife | 0 – 1 | Levante U. D.       | La Palmera San Isidro    | 28 de septiembre | 11:00 |  | Martínez Martínez  | 4 | 0 |
| R. C. D. Espanyol         | 0 – 1 | Real Sociedad       | Dani Jarque              | 28 de septiembre | 13:00 |  | Gil Soriano        | 3 | 0 |
| Rayo Vallecano            | 1 – 0 | S. C. Huelva        | Fundación Rayo Vallecano | 28 de septiembre | 19:00 |  | Casal Fernández    | 6 | 0 |
| Sevilla F. C.             | 0 – 2 | F. C. Barcelona     | Ramón Cisneros Palacios  | 29 de septiembre | 12:00 |  | Rivera Olmedo      | 3 | 0 |
| Atlético de Madrid        | 2 - 0 | C. D. E. F. Logroño | Wanda Alcalá de Henares  | 29 de septiembre | 13:00 |  | Sánchez Miguel     | 6 | 0 |
| Athletic Club             | 0 – 2 | R. C. D. La Coruña  | Lezama                   | 29 de septiembre | 16:00 |  | Fernández Ceferino | 3 | 0 |
| Real Betis                | 1 – 0 | Valencia C. F.      | Luis del Sol             | 29 de septiembre | 16:00 |  | González Sánchez   | 4 | 0 |
| C. D. TACON               | 1 – 2 | Madrid C. F. F.     | Alfredo Di Stéfano       | 29 de septiembre | 17:00 |  | González González  | 5 | 0 |

| Levante U. D.       | 0 – 1 | Atlético de Madrid        | Buñol                     | 12 de octubre | 16:00 |  | Gallastegui Pérez | 2 | 0 |
| R. C. D. La Coruña  | 5 – 0 | Rayo Vallecano            | Abegondo                  | 12 de octubre | 18:00 |  | Peláez Arnillas   | 2 | 0 |
| S. C. Huelva        | 0 – 1 | F. C. Barcelona           | Decano del Fútbol Español | 13 de octubre | 11:30 |  | Cebollada López   | 2 | 0 |
| C. D. E. F. Logroño | 1 – 0 | Sevilla F. C.             | Las Gaunas                | 13 de octubre | 12:00 |  | Arregui Gamir     | 2 | 0 |
| Valencia C. F.      | 1 – 1 | C. D. TACON               | Antonio Puchades          | 13 de octubre | 12:00 |  | Peñalver Pearce   | 2 | 0 |
| Madrid C. F. F.     | 1 – 3 | U. D. Granadilla Tenerife | Matapiñonera              | 13 de octubre | 12:30 |  | Villegas Navas    | 2 | 0 |
| R. C. D. Espanyol   | 2 – 2 | Real Betis                | Dani Jarque               | 13 de octubre | 15:00 |  | Contreras Patiño  | 2 | 0 |
| Real Sociedad       | 0 – 2 | Athletic Club             | Reale Arena               | 13 de octubre | 16:00 |  | Acevedo Dudley    | 2 | 0 |

| Athletic Club             | 2 – 1 | Real Betis          | Lezama                       | 19 de octubre | 11:00 |  | Cuesta Arribas     | 3 | 0 |
| S. C. Huelva              | 0 – 1 | R. C. D. La Coruña  | Campo Federativo de La Orden | 19 de octubre | 13:00 |  | Sánchez Miguel     | 6 | 0 |
| U. D. Granadilla Tenerife | 0 – 0 | Real Sociedad       | La Palmera San Isidro        | 19 de octubre | 18:30 |  | Martínez Madrona   | 1 | 0 |
| Atlético de Madrid        | 1 – 0 | Madrid C. F. F.     | Wanda Alcalá de Henares      | 20 de octubre | 12:00 |  | Rivera Olmedo      | 5 | 1 |
| Sevilla F. C.             | 4 – 0 | R. C. D. Espanyol   | Ramón Cisneros Palacios      | 20 de octubre | 12:00 |  | Díaz García        | 2 | 0 |
| C. D. TACON               | 0 – 3 | Levante U. D.       | Alfredo Di Stéfano           | 20 de octubre | 12:00 |  | González Sánchez   | 3 | 0 |
| Rayo Vallecano            | 3 – 2 | Valencia C. F.      | Fundación Rayo Vallecano     | 20 de octubre | 13:00 |  | Fernández Ceferino | 4 | 0 |
| F. C. Barcelona           | 5 – 0 | C. D. E. F. Logroño | Johan Cruyff                 | 20 de octubre | 16:00 |  | Gil Soriano        | 2 | 0 |

| R. C. D. Espanyol   | 1 – 2 | Athletic Club             | Dani Jarque      | 26 de octubre | 12:00 |  | Villegas Navas    | 4 | 0 |
| Real Sociedad       | 1 – 4 | Atlético de Madrid        | Zubieta          | 26 de octubre | 13:00 |  | Peláez Arnillas   | 1 | 0 |
| Madrid C. F. F.     | 0 – 4 | F. C. Barcelona           | Matapiñonera     | 26 de octubre | 16:00 |  | Martínez Martínez | 3 | 0 |
| Real Betis          | 0 – 0 | Rayo Vallecano            | Luis del Sol     | 26 de octubre | 18:00 |  | Casal Fernández   | 5 | 0 |
| R. C. D. La Coruña  | 3 – 1 | C. D. TACON               | Abegondo         | 27 de octubre | 12:00 |  | Arregui Gamir     | 3 | 0 |
| Levante U. D.       | 3 – 2 | Sevilla F. C.             | Buñol            | 27 de octubre | 12:00 |  | Acevedo Dudley    | 4 | 0 |
| C. D. E. F. Logroño | 3 – 0 | S. C. Huelva              | Las Gaunas       | 27 de octubre | 13:00 |  | Frias Acedo       | 2 | 0 |
| Valencia C. F.      | 2 – 0 | U. D. Granadilla Tenerife | Antonio Puchades | 27 de octubre | 18:30 |  | Contreras Patiño  | 3 | 1 |

| C. D. E. F. Logroño       | 1 – 1 | Madrid C. F. F.    | Las Gaunas                   | 2 de noviembre | 11:00 |  | Fernández Ceferino | 4 | 0 |
| Sevilla F. C.             | 1 – 2 | Real Sociedad      | Ramón Cisneros Palacios      | 2 de noviembre | 12:00 |  | Peñalver Pearce    | 1 | 0 |
| Rayo Vallecano            | 2 – 1 | R. C. D. Espanyol  | Fundación Rayo Vallecano     | 3 de noviembre | 11:00 |  | Díaz García        | 5 | 0 |
| F. C. Barcelona           | 5 – 0 | Levante U. D.      | Johan Cruyff                 | 3 de noviembre | 12:00 |  | Martínez Madrona   | 2 | 0 |
| U. D. Granadilla Tenerife | 1 – 0 | Athletic Club      | La Palmera San Isidro        | 3 de noviembre | 13:00 |  | González González  | 5 | 0 |
| S. C. Huelva              | 2 – 1 | Valencia C. F.     | Campo Federativo de La Orden | 3 de noviembre | 13:00 |  | Rivera Olmedo      | 2 | 0 |
| Atlético de Madrid        | 4 – 1 | R. C. D. La Coruña | Wanda Alcalá de Henares      | 3 de noviembre | 16:15 |  | Cebollada López    | 1 | 0 |
| C. D. TACON               | 1 – 1 | Real Betis         | Alfredo Di Stéfano           | 3 de noviembre | 18:00 |  | Gallastegui Pérez  | 3 | 0 |

| R. C. D. Espanyol  | vs. | U. D. Granadilla Tenerife | Dani Jarque      | Suspendido | P.D. |  | Cuesta Arribas    |  |  |
| Levante U. D.      | vs. | S. C. Huelva              | Buñol            | Suspendido | P.D. |  | Martínez Martínez |  |  |
| Athletic Club      | vs. | C. D. TACON               | Lezama           | Suspendido | P.D. |  | Gil Soriano       |  |  |
| Real Betis         | vs. | Sevilla F. C.             | Luis del Sol     | Suspendido | P.D. |  | Frias Acedo       |  |  |
| Real Sociedad      | vs. | F. C. Barcelona           | Zubieta          | Suspendido | P.D. |  | González Sánchez  |  |  |
| Valencia C. F.     | vs. | Atlético de Madrid        | Antonio Puchades | Suspendido | P.D. |  | Sánchez Miguel    |  |  |
| R. C. D. La Coruña | vs. | C. D. E. F. Logroño       | Abegondo         | Suspendido | P.D. |  | Contreras Patiño  |  |  |
| Madrid C. F. F.    | vs. | Rayo Vallecano            | Matapiñonera     | Suspendido | P.D. |  | Arregui Gamir     |  |  |

| S. C. Huelva              | 2 – 0 | Madrid C. F. F.    | Campo Federativo de La Orden | 23 de noviembre | 13:00 |  | González González | 5 | 0 |
| C. D. TACON               | 3 – 1 | Real Sociedad      | Alfredo Di Stéfano           | 23 de noviembre | 13:00 |  | Casal Fernández   | 2 | 0 |
| Atlético de Madrid        | 3 – 0 | R. C. D. Espanyol  | Wanda Alcalá de Henares      | 23 de noviembre | 16:00 |  | Peñalver Pearce   | 2 | 0 |
| Rayo Vallecano            | 1 – 4 | Athletic Club      | Fundación Rayo Vallecano     | 24 de noviembre | 11:00 |  | Peláez Arnillas   | 3 | 0 |
| Sevilla F. C.             | 4 – 3 | Valencia C. F.     | Ramón Cisneros Palacios      | 24 de noviembre | 11:30 |  | Martínez Madrona  | 1 | 0 |
| F. C. Barcelona           | 6 – 1 | R. C. D. La Coruña | Johan Cruyff                 | 24 de noviembre | 12:00 |  | Gallastegui Pérez | 0 | 0 |
| U. D. Granadilla Tenerife | 1 – 0 | Real Betis         | Rodríguez López              | 24 de noviembre | 14:00 |  | Rivera Olmedo     | 3 | 0 |
| C. D. E. F. Logroño       | 3 – 4 | Levante U. D.      | Las Gaunas                   | 24 de noviembre | 18:00 |  | Cebollada López   | 1 | 0 |

| R. C. D. Espanyol         | 0 – 0 | S. C. Huelva        | Dani Jarque           | 30 de noviembre | 11:00 |  | Frias Acedo        | 3 | 0 |
| Real Betis                | 2 – 2 | Atlético de Madrid  | Luis del Sol          | 30 de noviembre | 15:30 |  | Díaz García        | 3 | 0 |
| Valencia C. F.            | 0 – 4 | F. C. Barcelona     | Antonio Puchades      | 30 de noviembre | 16:00 |  | Contreras Patiño   | 1 | 0 |
| Athletic Club             | 3 – 0 | C. D. E. F. Logroño | Lezama                | 30 de noviembre | 17:30 |  | Cuesta Arribas     | 4 | 0 |
| R. C. D. La Coruña        | 2 – 1 | Sevilla F. C.       | Abegondo              | 1 de diciembre  | 11:45 |  | Arregui Gamir      | 2 | 0 |
| U. D. Granadilla Tenerife | 1 – 1 | C. D. TACON         | La Palmera San Isidro | 1 de diciembre  | 13:00 |  | Romero Navarro     | 3 | 0 |
| Madrid C. F. F.           | 0 – 4 | Levante U. D.       | Matapiñonera          | 1 de diciembre  | 16:30 |  | Huerta de Aza      | 1 | 0 |
| Real Sociedad             | 1 – 1 | Rayo Vallecano      | Zubieta               | 1 de diciembre  | 18:30 |  | Fernández Ceferino | 3 | 0 |

| C. D. E. F. Logroño | 1 – 0 | Valencia C. F.            | Las Gaunas                   | 7 de diciembre | 12:00 |  | Gallastegui Pérez | 3 | 0 |
| S. C. Huelva        | 0 – 2 | Real Sociedad             | Campo Federativo de La Orden | 7 de diciembre | 16:00 |  | González Sánchez  | 3 | 0 |
| Rayo Vallecano      | 3 – 1 | U. D. Granadilla Tenerife | Fundación Rayo Vallecano     | 8 de diciembre | 11:00 |  | Peñalver Pearce   | 1 | 0 |
| Atlético de Madrid  | 2 – 2 | Athletic Club             | Wanda Alcalá de Henares      | 8 de diciembre | 12:00 |  | Gil Soriano       | 5 | 0 |
| F. C. Barcelona     | 3 – 0 | Real Betis                | Johan Cruyff                 | 8 de diciembre | 12:00 |  | González González | 1 | 0 |
| Sevilla F. C.       | 1 – 0 | Madrid C. F. F.           | Ramón Cisneros Palacios      | 8 de diciembre | 13:00 |  | Sánchez Miguel    | 6 | 0 |
| C. D. TACON         | 2 – 1 | R. C. D. Espanyol         | Alfredo Di Stéfano           | 8 de diciembre | 17:00 |  | Rivera Olmedo     | 3 | 0 |
| Levante U. D.       | 1 – 0 | R. C. D. La Coruña        | Buñol                        | 8 de diciembre | 18:30 |  | Acevedo Dudley    | 2 | 0 |

| Real Sociedad             | 5 – 0 | C. D. E. F. Logroño | Zubieta                  | 14 de diciembre | 12:00 |  | Contreras Patiño  | 3 | 0 |
| R. C. D. Espanyol         | 0 – 4 | F. C. Barcelona     | Dani Jarque              | 14 de diciembre | 17:00 |  | Martínez Madrona  | 2 | 0 |
| Real Betis                | 1 – 1 | S. C. Huelva        | Luis del Sol             | 14 de diciembre | 18:30 |  | Peláez Arnillas   | 2 | 0 |
| Athletic Club             | 0 – 0 | Sevilla F. C.       | Lezama                   | 15 de diciembre | 11:00 |  | Cebollada López   | 2 | 0 |
| Madrid C. F. F.           | 2 – 2 | R. C. D. La Coruña  | Matapiñonera             | 15 de diciembre | 12:00 |  | Díaz García       | 1 | 0 |
| Rayo Vallecano            | 1 – 1 | C. D. TACON         | Fundación Rayo Vallecano | 15 de diciembre | 12:00 |  | Cuesta Arribas    | 4 | 0 |
| Valencia C. F.            | 0 – 1 | Levante U. D.       | Antonio Puchades         | 15 de diciembre | 13:00 |  | Frías Acedo       | 0 | 0 |
| U. D. Granadilla Tenerife | 0 – 2 | Atlético de Madrid  | La Palmera San Isidro    | 15 de diciembre | 18:30 |  | Martínez Martínez | 4 | 0 |

| Atlético de Madrid  | 2 – 1 | C. D. TACON               | Wanda Alcalá de Henares      | 21 de diciembre | 12:00 |  | Huerta de Aza      | 1 | 0 |
| F. C. Barcelona     | 3 – 1 | U. D. Granadilla Tenerife | Johan Cruyff                 | 21 de diciembre | 12:00 |  | Fernández Ceferino | 1 | 0 |
| S. C. Huelva        | 0 – 3 | Athletic Club             | Campo Federativo de La Orden | 21 de diciembre | 13:00 |  | Acevedo Dudley     | 5 | 1 |
| Madrid C. F. F.     | 0 – 0 | Valencia C. F.            | Matapiñonera                 | 21 de diciembre | 16:30 |  | Gil Soriano        | 1 | 0 |
| Sevilla F. C.       | 2 – 2 | Rayo Vallecano            | Ramón Cisneros Palacios      | 21 de diciembre | 18:00 |  | Romero Navarro     | 3 | 0 |
| Levante U. D.       | 1 – 1 | R. C. D. Espanyol         | Buñol                        | 22 de diciembre | 12:00 |  | González González  | 4 | 0 |
| C. D. E. F. Logroño | 3 – 2 | Real Betis                | Las Gaunas                   | 22 de diciembre | 18:30 |  | Arregui Gamir      | 3 | 0 |
| R. C. D. La Coruña  | 3 - 3 | Real Sociedad             | Abegondo                     | 19 de febrero   | 19:00 |  | Sánchez Miguel     | 4 | 0 |

| C. D. TACON               | 5 – 1 | Sevilla F. C.       | Alfredo Di Stéfano       | 4 de enero | 12:00 |  | González Sánchez  | 2 | 0 |
| U. D. Granadilla Tenerife | 1 – 3 | S. C. Huelva        | La Palmera San Isidro    | 4 de enero | 13:00 |  | Contreras Patiño  | 3 | 0 |
| R. C. D. Espanyol         | 1 – 3 | C. D. E. F. Logroño | Dani Jarque              | 4 de enero | 18:15 |  | Peñalver Pearce   | 4 | 0 |
| Athletic Club             | 0 – 3 | F. C. Barcelona     | San Mamés                | 5 de enero | 12:00 |  | Martínez Martínez | 2 | 0 |
| Rayo Vallecano            | 1 – 1 | Atlético de Madrid  | Fundación Rayo Vallecano | 5 de enero | 13:00 |  | Gallastegui Pérez | 4 | 0 |
| Real Sociedad             | 5 – 0 | Madrid C. F. F.     | Zubieta                  | 5 de enero | 18:00 |  | Frías Acedo       | 1 | 0 |
| Real Betis                | 0 – 2 | Levante U. D.       | Luis del Sol             | 6 de enero | 16:15 |  | Rivera Olmedo     | 3 | 0 |
| Valencia C. F.            | 1 – 1 | R. C. D. La Coruña  | Antonio Puchades         | 6 de enero | 18:30 |  | Martínez Madrona  | 2 | 0 |

| R. C. D. Espanyol         | 0 – 3 | R. C. D. La Coruña  | Dani Jarque              | 11 de enero | 13:00 |  | Cebollada López    | 0 | 0 |
| Atlético de Madrid        | 1 – 0 | S. C. Huelva        | Wanda Alcalá de Henares  | 11 de enero | 16:00 |  | Arregui Gamir      | 1 | 0 |
| C. D. TACON               | 0 – 6 | F. C. Barcelona     | Alfredo Di Stéfano       | 11 de enero | 16:30 |  | Díaz García        | 1 | 0 |
| U. D. Granadilla Tenerife | 1 – 0 | Sevilla F. C.       | La Palmera San Isidro    | 11 de enero | 18:15 |  | Cuesta Arribas     | 3 | 0 |
| Rayo Vallecano            | 3 – 2 | C. D. E. F. Logroño | Fundación Rayo Vallecano | 12 de enero | 11:30 |  | Sánchez Miguel     | 6 | 1 |
| Athletic Club             | 1 – 1 | Levante U. D.       | Lezama                   | 12 de enero | 12:00 |  | Fernández Ceferino | 2 | 0 |
| Real Sociedad             | 1 – 0 | Valencia C. F.      | Zubieta                  | 12 de enero | 13:30 |  | Peláez Arnillas    | 1 | 0 |
| Real Betis                | 2 – 0 | Madrid C. F. F.     | Luis del Sol             | 12 de enero | 15:30 |  | Romero Navarro     | 4 | 0 |

| Valencia C. F.      | 1 – 1 | R. C. D. Espanyol         | Antonio Puchades             | 18 de enero | 13:00 |  | González González | 4 | 1 |
| F. C. Barcelona     | 3 – 1 | Rayo Vallecano            | Johan Cruyff                 | 18 de enero | 16:00 |  | Frías Acedo       | 1 | 0 |
| Levante U. D.       | 3 – 0 | Real Sociedad             | Buñol                        | 18 de enero | 18:30 |  | Peñalver Pearce   | 2 | 0 |
| C. D. E. F. Logroño | 1 – 1 | U. D. Granadilla Tenerife | Las Gaunas                   | 19 de enero | 11:00 |  | Rivera Olmedo     | 3 | 0 |
| Madrid C. F. F.     | 4 – 1 | Athletic Club             | Matapiñonera                 | 19 de enero | 12:00 |  | Martínez Madrona  | 2 | 0 |
| S. C. Huelva        | 1 – 3 | C. D. TACON               | Campo Federativo de La Orden | 19 de enero | 12:00 |  | Gallastegui Pérez | 3 | 0 |
| Sevilla F. C.       | 2 – 2 | Atlético de Madrid        | Ramón Cisneros Palacios      | 19 de enero | 13:00 |  | Gil Soriano       | 1 | 0 |
| R. C. D. La Coruña  | 3 – 1 | Real Betis                | Abegondo                     | 19 de enero | 18:30 |  | Contreras Patiño  | 3 | 0 |

| Rayo Vallecano            | 0 – 3 | Levante U. D.       | Fundación Rayo Vallecano | 25 de enero | 11:00 |  | Martínez Martínez | 4 | 1 |
| Atlético de Madrid        | 0 – 0 | F. C. Barcelona     | Wanda Alcalá de Henares  | 25 de enero | 12:00 |  | Rivera Olmedo     | 1 | 0 |
| Real Betis                | 1 – 1 | Real Sociedad       | Luis del Sol             | 25 de enero | 18:30 |  | Díaz García       | 1 | 0 |
| Athletic Club             | 1 – 0 | Valencia C. F.      | Lezama                   | 26 de enero | 11:00 |  | González Sánchez  | 2 | 0 |
| R. C. D. Espanyol         | 1 – 3 | Madrid C. F. F.     | Dani Jarque              | 26 de enero | 11:00 |  | Cuesta Arribas    | 4 | 0 |
| Sevilla F. C.             | 1 – 0 | S. C. Huelva        | Ramón Cisneros Palacios  | 26 de enero | 11:00 |  | Acevedo Dudley    | 3 | 0 |
| C. D. TACON               | 0 – 1 | C. D. E. F. Logroño | Alfredo Di Stéfano       | 26 de enero | 16:30 |  | Romero Navarro    | 5 | 0 |
| U. D. Granadilla Tenerife | 5 – 3 | R. C. D. La Coruña  | La Palmera San Isidro    | 26 de enero | 18:30 |  | Arregui Gamir     | 4 | 0 |

| Real Sociedad       | 4 - 1 | R. C. D. Espanyol         | Zubieta                      | 1 de febrero | 11:00 |  | Fernández Ceferino | 3 | 0 |
| F. C. Barcelona     | 3 - 0 | Sevilla F. C.             | Johan Cruyff                 | 1 de febrero | 12:00 |  | Contreras Patiño   | 5 | 0 |
| Levante U. D.       | 6 - 2 | U. D. Granadilla Tenerife | Buñol                        | 1 de febrero | 13:00 |  | Martínez Madrona   | 4 | 0 |
| Valencia C. F.      | 2 - 2 | Real Betis                | Antonio Puchades             | 2 de febrero | 11:00 |  | Gallastegui Pérez  | 6 | 0 |
| R. C. D. La Coruña  | 0 - 2 | Athletic Club             | Abegondo                     | 2 de febrero | 12:00 |  | Peláez Arnillas    | 4 | 0 |
| S. C. Huelva        | 1 - 0 | Rayo Vallecano            | Campo Federativo de La Orden | 2 de febrero | 12:00 |  | Sánchez Miguel     | 8 | 0 |
| Madrid C. F. F.     | 3 - 4 | C. D. TACON               | Matapiñonera                 | 2 de febrero | 16:00 |  | González González  | 6 | 0 |
| C. D. E. F. Logroño | 0 - 3 | Atlético de Madrid        | Las Gaunas                   | 2 de febrero | 18:30 |  | Acevedo Dudley     | 4 | 0 |

| Sevilla F. C.             | 1 - 1 | C. D. E. F. Logroño | Ramón Cisneros Palacios  | 15 de febrero | 12:00 |  | Cuesta Arribas    | 3 | 0 |
| Real Betis                | 2 - 1 | R. C. D. Espanyol   | Luis del Sol             | 15 de febrero | 18:30 |  | Rivera Olmedo     | 4 | 0 |
| Atlético de Madrid        | 4 - 1 | Levante U. D.       | Wanda Alcalá de Henares  | 16 de febrero | 11:00 |  | Díaz García       | 2 | 0 |
| Athletic Club             | 2 - 1 | Real Sociedad       | Lezama                   | 16 de febrero | 12:00 |  | González González | 4 | 0 |
| U. D. Granadilla Tenerife | 2 - 2 | Madrid C. F. F.     | La Palmera San Isidro    | 16 de febrero | 13:00 |  | Gil Soriano       | 5 | 0 |
| F. C. Barcelona           | 7 - 0 | S. C. Huelva        | Johan Cruyff             | 16 de febrero | 16:00 |  | Martínez Martínez | 1 | 0 |
| C. D. TACON               | 0 - 0 | Valencia C. F.      | Alfredo Di Stéfano       | 16 de febrero | 17:00 |  | Cebollada López   | 3 | 0 |
| Rayo Vallecano            | 2 - 1 | R. C. D. La Coruña  | Fundación Rayo Vallecano | 16 de febrero | 18:30 |  | González Sánchez  | 4 | 0 |

| R. C. D. La Coruña  | 5 - 1 | S. C. Huelva              | Abegondo         | 22 de febrero | 11:00 |  | Arregui Gamir   | 2 | 0 |
| C. D. E. F. Logroño | 0 - 6 | F. C. Barcelona           | Las Gaunas       | 22 de febrero | 12:00 |  | Frías Acedo     | 3 | 0 |
| Real Betis          | 2 - 2 | Athletic Club             | Luis del Sol     | 22 de febrero | 13:00 |  | Casal Fernández | 5 | 0 |
| R. C. D. Espanyol   | 0 - 1 | Sevilla F. C.             | Dani Jarque      | 22 de febrero | 18:30 |  | Romero Navarro  | 2 | 0 |
| Real Sociedad       | 1 - 0 | U. D. Granadilla Tenerife | Zubieta          | 23 de febrero | 11:00 |  | Sánchez Miguel  | 3 | 0 |
| Levante U. D.       | 2 - 1 | C. D. TACON               | Buñol            | 23 de febrero | 12:00 |  | Peláez Arnillas | 2 | 0 |
| Madrid C. F. F.     | 0 - 1 | Atlético de Madrid        | Matapiñonera     | 23 de febrero | 12:00 |  | Acevedo Dudley  | 2 | 0 |
| Valencia C. F.      | 0 - 0 | Rayo Vallecano            | Antonio Puchades | 23 de febrero | 18:30 |  | Peñalver Pearce | 2 | 0 |

| Sevilla F. C.             | 0 - 2 | Levante U. D.       | Ramón Cisneros Palacios      | 29 de febrero | 11:00 |  | Martínez Martínez  | 3 | 0 |
| U. D. Granadilla Tenerife | 2 - 0 | Valencia C. F.      | La Palmera San Isidro        | 29 de febrero | 18:30 |  | Cebollada López    | 2 | 0 |
| Rayo Vallecano            | 0 - 2 | Real Betis          | Fundación Rayo Vallecano     | 1 de marzo    | 11:00 |  | Romero Navarro     | 7 | 0 |
| F. C. Barcelona           | 5 - 0 | Madrid C. F. F.     | Johan Cruyff                 | 1 de marzo    | 12:00 |  | Fernández Ceferino | 0 | 0 |
| S. C. Huelva              | 1 - 1 | C. D. E. F. Logroño | Campo Federativo de La Orden | 1 de marzo    | 12:00 |  | Gil Soriano        | 8 | 0 |
| C. D. TACON               | 3 - 4 | R. C. D. La Coruña  | Alfredo Di Stéfano           | 1 de marzo    | 12:00 |  | Martínez Madrona   | 0 | 0 |
| Athletic Club             | 0 - 0 | R. C. D. Espanyol   | Lezama                       | 1 de marzo    | 18:00 |  | González Sánchez   | 3 | 0 |
| Atlético de Madrid        | 3 - 0 | Real Sociedad       | Wanda Alcalá de Henares      | 1 de marzo    | 18:00 |  | Frías Acedo        | 0 | 0 |

| R. C. D. La Coruña |  | Atlético de Madrid        | Abegondo         | 21 de marzo | 11:00 |  |  |  |  |
| Valencia C. F.     |  | S. C. Huelva              | Antonio Puchades | 21 de marzo | 18:30 |  |  |  |  |
| R. C. D. Espanyol  |  | Rayo Vallecano            | Dani Jarque      | 22 de marzo | 11:00 |  |  |  |  |
| Athletic Club      |  | U. D. Granadilla Tenerife | Lezama           | 22 de marzo |       |  |  |  |  |
| Levante U. D.      |  | F. C. Barcelona           | Buñol            | 22 de marzo |       |  |  |  |  |
| Madrid C. F. F.    |  | C. D. E. F. Logroño       | Matapiñonera     | 22 de marzo |       |  |  |  |  |
| Real Betis         |  | C. D. TACON               | Luis del Sol     | 22 de marzo |       |  |  |  |  |
| Real Sociedad      |  | Sevilla F. C.             | Zubieta          | 22 de marzo | 18:30 |  |  |  |  |

| Atlético de Madrid        |  | Valencia C. F.     | Wanda Alcalá de Henares      | 29 de marzo |  |  |  |  |  |
| F. C. Barcelona           |  | Real Sociedad      | Johan Cruyff                 | 29 de marzo |  |  |  |  |  |
| C. D. E. F. Logroño       |  | R. C. D. La Coruña | Las Gaunas                   | 29 de marzo |  |  |  |  |  |
| U. D. Granadilla Tenerife |  | R. C. D. Espanyol  | La Palmera San Isidro        | 29 de marzo |  |  |  |  |  |
| Rayo Vallecano            |  | Madrid C. F. F.    | Fundación Rayo Vallecano     | 29 de marzo |  |  |  |  |  |
| Sevilla F. C.             |  | Real Betis         | Ramón Cisneros Palacios      | 29 de marzo |  |  |  |  |  |
| S. C. Huelva              |  | Levante U. D.      | Campo Federativo de La Orden | 29 de marzo |  |  |  |  |  |
| C. D. TACON               |  | Athletic Club      | Alfredo Di Stéfano           | 29 de marzo |  |  |  |  |  |

| Athletic Club      |  | Rayo Vallecano            | Lezama           | 5 de abril |  |  |  |  |  |
| R. C. D. La Coruña |  | F. C. Barcelona           | Abegondo         | 5 de abril |  |  |  |  |  |
| R. C. D. Espanyol  |  | Atlético de Madrid        | Dani Jarque      | 5 de abril |  |  |  |  |  |
| Levante U. D.      |  | C. D. E. F. Logroño       | Buñol            | 5 de abril |  |  |  |  |  |
| Madrid C. F. F.    |  | S. C. Huelva              | Matapiñonera     | 5 de abril |  |  |  |  |  |
| Real Betis         |  | U. D. Granadilla Tenerife | Luis del Sol     | 5 de abril |  |  |  |  |  |
| Real Sociedad      |  | C. D. TACON               | Zubieta          | 5 de abril |  |  |  |  |  |
| Valencia C. F.     |  | Sevilla F. C.             | Antonio Puchades | 5 de abril |  |  |  |  |  |

| Atlético de Madrid  |  | Real Betis                | Wanda Alcalá de Henares      | 19 de abril |  |  |  |  |  |
| F. C. Barcelona     |  | Valencia C. F.            | Johan Cruyff                 | 19 de abril |  |  |  |  |  |
| C. D. E. F. Logroño |  | Athletic Club             | Las Gaunas                   | 19 de abril |  |  |  |  |  |
| Levante U. D.       |  | Madrid C. F. F.           | Buñol                        | 19 de abril |  |  |  |  |  |
| Rayo Vallecano      |  | Real Sociedad             | Fundación Rayo Vallecano     | 19 de abril |  |  |  |  |  |
| Sevilla F. C.       |  | R. C. D. La Coruña        | Ramón Cisneros Palacios      | 19 de abril |  |  |  |  |  |
| S. C. Huelva        |  | R. C. D. Espanyol         | Campo Federativo de La Orden | 19 de abril |  |  |  |  |  |
| C. D. TACON         |  | U. D. Granadilla Tenerife | Alfredo Di Stéfano           | 19 de abril |  |  |  |  |  |

| Athletic Club             |  | Atlético de Madrid  | Lezama                | 26 de abril |  |  |  |  |  |
| R. C. D. La Coruña        |  | Levante U. D.       | Abegondo              | 26 de abril |  |  |  |  |  |
| R. C. D. Espanyol         |  | C. D. TACON         | Dani Jarque           | 26 de abril |  |  |  |  |  |
| U. D. Granadilla Tenerife |  | Rayo Vallecano      | La Palmera San Isidro | 26 de abril |  |  |  |  |  |
| Madrid C. F. F.           |  | Sevilla F. C.       | Matapiñonera          | 26 de abril |  |  |  |  |  |
| Real Betis                |  | F. C. Barcelona     | Luis del Sol          | 26 de abril |  |  |  |  |  |
| Real Sociedad             |  | S. C. Huelva        | Zubieta               | 26 de abril |  |  |  |  |  |
| Valencia C. F.            |  | C. D. E. F. Logroño | Antonio Puchades      | 26 de abril |  |  |  |  |  |

| Atlético de Madrid  |  | U. D. Granadilla Tenerife | Wanda Alcalá de Henares      |  |  |  |  |  |  |
| F. C. Barcelona     |  | R. C. D. Espanyol         | Johan Cruyff                 |  |  |  |  |  |  |
| R. C. D. La Coruña  |  | Madrid C. F. F.           | Abegondo                     |  |  |  |  |  |  |
| C. D. E. F. Logroño |  | Real Sociedad             | Las Gaunas                   |  |  |  |  |  |  |
| Levante U. D.       |  | Valencia C. F.            | Buñol                        |  |  |  |  |  |  |
| Sevilla F. C.       |  | Athletic Club             | Ramón Cisneros Palacios      |  |  |  |  |  |  |
| S. C. Huelva        |  | Real Betis                | Campo Federativo de La Orden |  |  |  |  |  |  |
| C. D. TACON         |  | Rayo Vallecano            | Alfredo Di Stéfano           |  |  |  |  |  |  |

| Athletic Club             |  | S. C. Huelva        | Lezama                   | 10 de mayo |  |  |  |  |  |
| R. C. D. Espanyol         |  | Levante U. D.       | Dani Jarque              | 10 de mayo |  |  |  |  |  |
| U. D. Granadilla Tenerife |  | F. C. Barcelona     | La Palmera San Isidro    | 10 de mayo |  |  |  |  |  |
| Rayo Vallecano            |  | Sevilla F. C.       | Fundación Rayo Vallecano | 10 de mayo |  |  |  |  |  |
| Real Betis                |  | C. D. E. F. Logroño | Luis del Sol             | 10 de mayo |  |  |  |  |  |
| Real Sociedad             |  | R. C. D. La Coruña  | Zubieta                  | 10 de mayo |  |  |  |  |  |
| C. D. TACON               |  | Atlético de Madrid  | Alfredo Di Stéfano       | 10 de mayo |  |  |  |  |  |
| Valencia C. F.            |  | Madrid C. F. F.     | Antonio Puchades         | 10 de mayo |  |  |  |  |  |

| Atlético de Madrid  |  | Rayo Vallecano            | Wanda Alcalá de Henares      | 17 de mayo |  |  |  |  |  |
| F. C. Barcelona     |  | Athletic Club             | Johan Cruyff                 | 17 de mayo |  |  |  |  |  |
| R. C. D. La Coruña  |  | Valencia C. F.            | Abegondo                     | 17 de mayo |  |  |  |  |  |
| C. D. E. F. Logroño |  | R. C. D. Espanyol         | Las Gaunas                   | 17 de mayo |  |  |  |  |  |
| Levante U. D.       |  | Real Betis                | Buñol                        | 17 de mayo |  |  |  |  |  |
| Madrid C. F. F.     |  | Real Sociedad             | Matapiñonera                 | 17 de mayo |  |  |  |  |  |
| Sevilla F. C.       |  | C. D. TACON               | Ramón Cisneros Palacios      | 17 de mayo |  |  |  |  |  |
| S. C. Huelva        |  | U. D. Granadilla Tenerife | Campo Federativo de La Orden | 17 de mayo |  |  |  |  |  |

### Tabla de resultados cruzados
| Local \ Visitante  | ATH | ATM | TAC | DEP | LOG | FCB | LEV | MAD | BET | ESP | RAY | RSO | SEV | SPH | GRA | VAL |
| ------------------ | --- | --- | --- | --- | --- | --- | --- | --- | --- | --- | --- | --- | --- | --- | --- | --- |
| Athletic Club      | —   |     |     | 0–2 | 3–0 | 0–3 | 1–1 | 3–0 | 2–1 | 0–0 |     | 2–1 | 0–0 |     |     | 1–0 |
| Atlético de Madrid | 2–2 | —   | 2–1 | 4–1 | 2–0 | 0–0 | 4–1 | 1–0 |     | 3–0 |     | 3–0 | 3–0 | 1–0 |     |     |
| C.D. TACON         |     |     | —   | 3–4 | 0–1 | 0–6 | 0–3 | 1–2 | 1–1 | 2–1 |     | 3–1 | 5–1 | 3–0 |     | 0–0 |
| R.C.D. La Coruña   | 0–2 |     | 3–1 | —   |     |     |     |     | 3–1 | 3–1 | 3–0 | 3–3 | 2–1 | 5–1 | 1–1 |     |
| Logroño            |     | 0–3 | 5–1 |     | —   | 0–6 | 3–4 | 1–1 | 3–2 |     | 4–1 |     | 1–0 | 3–0 | 1–1 | 1–0 |
| Barcelona          | a   | 6–1 | 9–1 | 6–1 | 5–0 | —   | 5–0 | 5–0 | 3–0 | a   | 3–1 |     | 3–0 | 3–0 | 3–1 |     |
| Levante U.D.       | 2–0 | 0–1 | 2–1 | 1–0 |     |     | —   |     |     | 1–1 | 0–1 | 3–0 | 3–2 |     | 6–2 | a   |
| Madrid CFF         | 4–1 | 0–1 | 3–4 | 2–2 |     | 0–4 | 0–4 | —   | 1–0 | 2–1 |     |     |     |     | 1–3 | 1–1 |
| Real Betis         | 2–2 | 2–2 |     | 3–4 |     |     | 0–2 | 2–0 | —   | 2–1 | 0–0 | 1–1 | a   | 1–1 |     | 1–0 |
| R.C.D. Espanyol    | 1–2 |     |     | 0–3 | 1–3 | 0–4 |     | 1–3 | 2–2 | —   |     | 0–1 | 0–1 | 0–0 |     | 0–3 |
| Rayo Vallecano     | 1–4 | 1–1 | 1–1 | 2–1 | 3–2 | 1–1 | 0–3 |     | 0–2 | 2–1 | —   |     |     | 1–0 | 3–1 | 3–2 |
| Real Sociedad      | 0–2 | 1–4 |     |     | 5–0 |     | 0–0 | 5–0 | 2–0 | 4–1 | 1–1 | —   |     |     | 1–0 | 1–0 |
| Sevilla F.C.       |     | 2–2 |     |     | 1–1 | 0–2 | 0–2 | 1–0 | a   | 4–0 | 2–2 | 1–2 | —   | 1–0 | 4–0 | 4–3 |
| Sporting Huelva    | 0–3 | 0–1 | 1–3 | 0–1 | 1–1 | 0–1 |     | 2–0 |     |     | 1–0 | 0–2 | 1–0 | —   |     | 2–1 |
| Granadilla         | 1–0 | 0–2 | 1–1 | 5–3 | 1–1 |     | 0–1 |     | 1–4 | 2–2 |     | 0–0 | 1–0 | 1–3 | —   | 2–0 |
| Valencia           | 2–0 |     | 1–1 | 1–1 |     | 0–4 | 0–1 |     | 2–2 | 1–1 | 0–0 | 2–2 |     |     | 2–0 | —   |

## Estadísticas

### Tabla de goleadoras
| Pos. | Jugador          | Goles | Part. | Prom. | Min. | M/G | T.P. | Club                | Nota(s)                     |
| ---- | ---------------- | ----- | ----- | ----- | ---- | --- | ---- | ------------------- | --------------------------- |
| 1    | Jennifer Hermoso | 23    | 19    | 1.21  | 1512 | 66  | 23   | F. C. Barcelona     | Máxima anotadora española   |
| 2    | Asisat Oshoala   | 20    | 19    | 1.05  | 1143 | 57  | 20   | F. C. Barcelona     | Máxima anotadora extranjera |
| 3    | Peke Barea       | 14    | 21    | 0.67  | 1836 | 131 | 14   | R. C. D. La Coruña  |                             |
| 4    | Oriana Altuve    | 13    | 18    | 0.72  | 1362 | 105 | 13   | Rayo Vallecano      |                             |
| 5    | Jade Boho        | 12    | 21    | 0.57  | 1730 | 144 | 12   | C. D. E. F. Logroño |                             |
| 6    | Nahikari García  | 11    | 14    | 0.79  | 1100 | 100 | 11   | Real Sociedad       |                             |
| 7    | Alexia Putellas  | 10    | 20    | 0.50  | 1545 | 155 | 10   | F. C. Barcelona     |                             |
| =    | Gaby García      | 10    | 21    | 0.48  | 1781 | 178 | 10   | R. C. D. La Coruña  |                             |
| 9    | Lucía García     | 9     | 18    | 0.50  | 1489 | 165 | 9    | Athletic Club       |                             |
| =    | Alba Redondo     | 9     | 19    | 0.47  | 1360 | 151 | 9    | Levante U. D.       |                             |
| =    | Ángela Sosa      | 9     | 21    | 0.43  | 1657 | 184 | 9    | Atlético de Madrid  |                             |

### Tabla de asistentes
| Pos. | Jugador                | Asistencias | Part. | Prom. | Min. | M/A | Club               | Nota(s)                     |
| ---- | ---------------------- | ----------- | ----- | ----- | ---- | --- | ------------------ | --------------------------- |
| 1    | Caroline Graham Hansen | 9           | 14    | 0.64  | 1066 | 118 | F. C. Barcelona    | Máxima asistente extranjera |
| 2    | Sofia Jakobsson        | 8           | 20    | 0.40  | 1759 | 220 | C. D. TACON        |                             |
| 3    | Kheira Hamraoui        | 6           | 17    | 0.35  | 1069 | 178 | F. C. Barcelona    |                             |
| =    | Kenti Robles           | 6           | 18    | 0.33  | 1409 | 235 | Atlético de Madrid |                             |
| =    | María Alharilla        | 6           | 20    | 0.30  | 939  | 157 | Levante U. D.      | Máxima asistente española   |
| =    | Alexia Putellas        | 6           | 20    | 0.30  | 1545 | 258 | F. C. Barcelona    | Máxima asistente española   |
| =    | Teresa Abelleira       | 6           | 20    | 0.30  | 1699 | 283 | R. C. D. La Coruña | Máxima asistente española   |
| 8    | Lieke Martens          | 5           | 12    | 0.42  | 748  | 150 | F. C. Barcelona    |                             |
| =    | Ane Azkona             | 5           | 20    | 0.25  | 1338 | 268 | Athletic Club      |                             |
| =    | Marta Torrejón         | 5           | 20    | 0.25  | 1553 | 311 | F. C. Barcelona    |                             |
| =    | Ludmila da Silva       | 5           | 20    | 0.25  | 1666 | 333 | Atlético de Madrid |                             |
| =    | Ángela Sosa            | 5           | 21    | 0.24  | 1657 | 331 | Atlético de Madrid |                             |
| =    | Claudia Zornoza        | 5           | 21    | 0.24  | 1790 | 358 | Levante U. D.      |                             |

### Récords
- Primer gol de la temporada: Toni Payne del Sevilla F. C. contra U. D. Granadilla Tenerife. (7 de septiembre de 2019)
- Último gol de la temporada:

- Gol más tempranero: 1 minuto:
Ane Azkona del Athletic Club contra R. C. D. La Coruña (2 de febrero de 2020) [11]

- Gol más tardío: 90+4 minutos: 
Saray García del Rayo Vallecano contra C. D. E. F. Logroño. (8 de septiembre de 2019)
Estela Fernández del Madrid C. F. F. contra Real Betis. (8 de septiembre de 2019)
Michaela Abam del Real Betis contra R. C. D. La Coruña. (14 de septiembre de 2019)

- Mayor número de goles marcados en un partido: 10 goles, F. C. Barcelona contra C. D. TACON (7 de septiembre de 2019)

- Partido con más penaltis a favor de un equipo:
- Partido con más espectadores: 5.413, F. C. Barcelona contra C. D. TACON (7 de septiembre de 2019)

- Partido con menos espectadores: 00.000, Sevilla F. C. contra U. D. Granadilla Tenerife (7 de septiembre de 2019)

- Mayor victoria local: 9-1, F. C. Barcelona contra C. D. TACON (7 de septiembre de 2019)

- Mayor victoria visitante: 0-3, Valencia C. F. contra R. C. D. Espanyol (15 de septiembre de 2019)

### Tripletes o más
A continuación se detallan los tripletes conseguidos a lo largo de la temporada.
| Fecha    | Jugadora         | Goles         | Local               |                              | Resultado |                                   | Visitante   | Rep.   |
| -------- | ---------------- | ------------- | ------------------- | ---------------------------- | --------- | --------------------------------- | ----------- | ------ |
| 7-9-2019 | Jennifer Hermoso | 73' 76' 90+3' | F. C. Barcelona     | Bandera de Cataluña          | 9 – 1     | Bandera de la Comunidad de Madrid | C. D. TACON | [ 12 ] |
| 7-9-2019 | Barbra Banda     | 19' 25' 47'   | C. D. E. F. Logroño | Bandera de La Rioja (España) | 5 – 1     | Bandera de la Comunidad de Madrid | C. D. TACON | [ 13 ] |

### Autogoles
A continuación se detallan los autogoles marcados a lo largo de la temporada.
| Fecha     | Jugadora        | Minuto | Local           |                     | Resultado |                                   | Visitante          | Rep.   |
| --------- | --------------- | ------ | --------------- | ------------------- | --------- | --------------------------------- | ------------------ | ------ |
| 7-9-2019  | Lucía Suárez    | 36'    | F. C. Barcelona | Bandera de Cataluña | 9 – 1     | Bandera de la Comunidad de Madrid | C. D. TACON        | [ 12 ] |
| 21-9-2019 | Laia Aleixandri | 34'    | F. C. Barcelona | Bandera de Cataluña | 6 – 1     | Bandera de la Comunidad de Madrid | Atlético de Madrid | [ 14 ] |
| 21-9-2019 | Silvia Meseguer | 76'    | F. C. Barcelona | Bandera de Cataluña | 6 – 1     | Bandera de la Comunidad de Madrid | Atlético de Madrid | [ 14 ] |